# أليسون سيلفا
أليسون سيلفا (1 يونيو 1988 في البرازيل - ) هو لاعب كرة قدم برازيلي في مركز الهجوم. لعب مع نادي فيرينتسفاروشي ونادي مول فيدي وClube Atlético do Porto ‏.

## وصلات خارجية
- أليسون سيلفا على موقع قاعدة بيانات كرة القدم.إي يو (الإنجليزية)
- أليسون سيلفا على موقع Soccerway.com (الإنجليزية)